# Братство святого Винсента Феррера

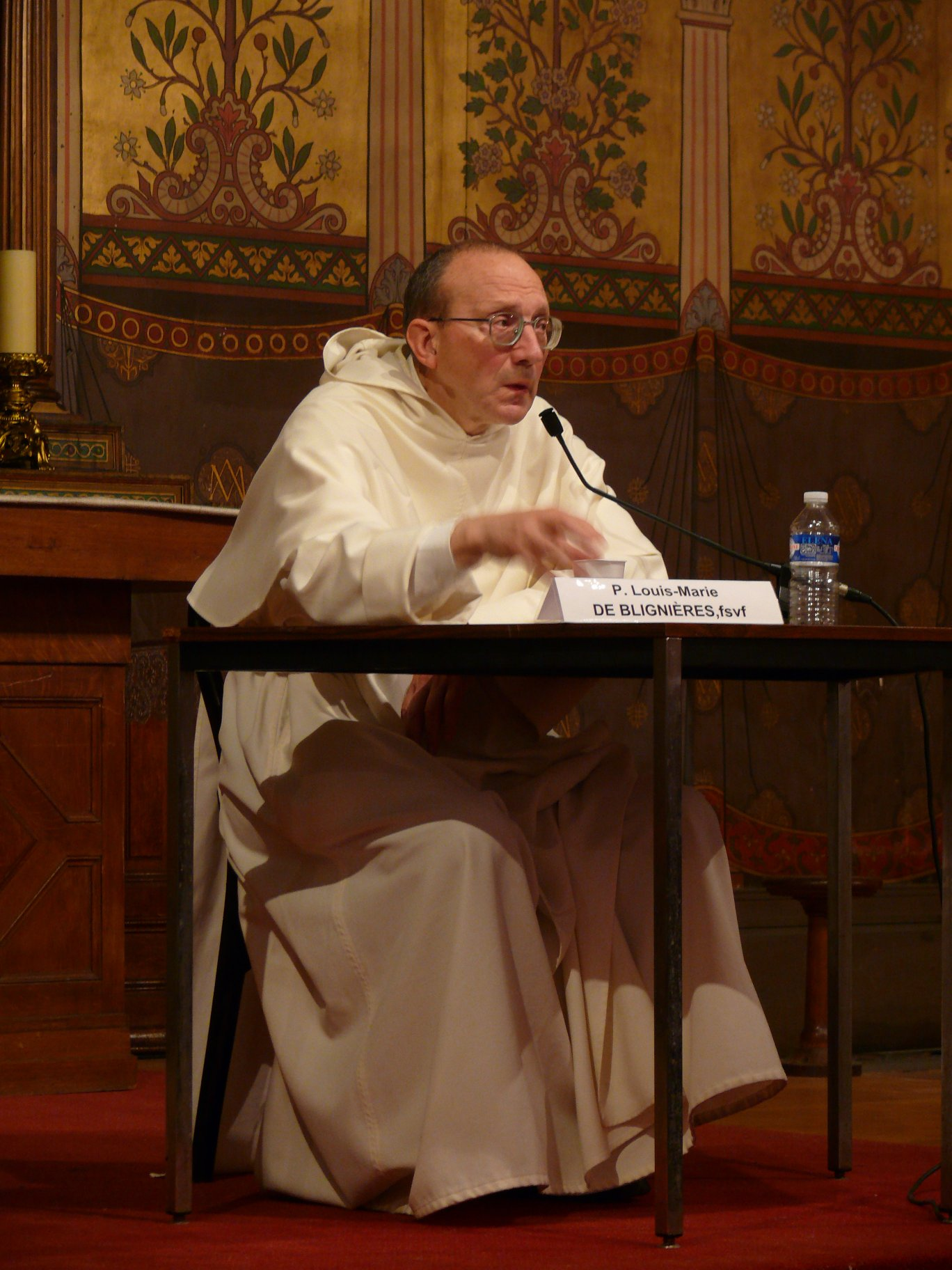
Louis-Marie de Blignières, 2014

Братство святого Винсента Феррера (лат. Fraternitas Sancti Vincentii Ferrerii, фр. Fraternité Saint-Vincent-Ferrier) — католическая монашеская община традиционалистского толка, придерживающееся доминиканской традиции и сохраняющее в литургии традиционный доминиканский обряд, но не входящее официально в доминиканский орден.
Основано в 1979 году. Первоначально было седевакантистским, однако впоследствии примирилось со Святым Престолом и 28 октября 1988 года получило статус монашеского института понтификального права (т. е. подчиненного непосредственно папе).
Единственный монастырь Братства носит имя св. Фомы Аквинского и находится в деревне Шемере-ле-Руа на северо-западе Франции.